# Sebastià Arrom i Coll
Sebastià Arrom i Coll (Santa Eugènia, 3 de setembre de 1925 - 14 d'abril de 2017) fou un sacerdot mallorquí, director i fundador del Col·legi Sant Josep Obrer.

## Biografia
Cursa la carrera eclesiàstica en el Seminari Diocesà de Mallorca (1936-1939). Des de l'any 1944 al 1949 fou becari del Col·legi Pontifici de la Sapiència. El 26 de juny de 1949 fou ordenat prevere pel bisbe Hervás. El 1954 va ser designat rector de la Parròquia de Sant Josep Obrer, i aquest mateix any creà la primera escola d'ensenyança primària de Sant Josep Obrer.
Des de l'any 1955 fins al 1960 coordina les obres de la construcció del nou temple parroquial de Sant Josep Obrer, projecte de l'arquitecte Josep Ferragut, que és beneït pel bisbe Enciso. El 1962 promou la creació de la primera Secció Filial Masculina d'Institut "Sant Josep Obrer" per a l'ensenyament, amb caràcter social, de batxiller elemental, batxillers tècnics i batxiller superior nocturn, i el 1964 promou la creació de la primera Secció Filial Femenina "Sant Josep Obrer" per a l'ensenyament del batxillerat elemental i els batxillers tècnics i superiors.
El 1968 es trasllada a Brooklin (Nova York), on exerceix una tasca pastoral i al mateix temps té l'ocasió d'estudiar el sistema educatiu nord-americà. Poc després promou l'ensenyament del català a les dues filials, masculina i femenina, amb l'ajut de l'Obra Cultural Balear, com a assignatura complementària del batxiller. Són els primers centres a les Illes Balears on es cursa de manera oficial aquesta matèria. El 1972 promou la creació de l'escola professional "Sant Josep Obrer" per a les branques administrativa, electrònica i delineació de primer i segon grau. El 1981 promou l'ensenyament del segon grau d'informàtica de gestió, equips informàtics i hostesses de congressos.
El 1990 és distingit amb "L'Homenatge al Mestre" per la Conselleria de Cultura, Educació i Esports del Govern de les Illes Balears. El mateix any promou la nova construcció d'un centre de secundària obligatòria i d'adaptació del batxillerat a la LOGSE i els cicles formatius de grau mitjà, grau superior, garantia social i integració dels alumnes amb deficiències psíquiques al nivell d'educació infantil, primària i secundària. El 1993 va ser nomenat membre del Consell Consultiu de la Universitat de les Illes Balears.
El 1995, fou distingit per la Conselleria de Cultura, Educació i esports del Govern Balear amb el Premi "Miquel Porcel i Riera". El 1997 es va jubilar i fou nomenat canonge de la Seu de Palma. El 2003 va rebre el Premi Ramon Llull. El 1997 fou nomenat canonge de la Seu de Mallorca. Durant la seva darrera etapa professional, va dirigir les obres de reforma de l'hospital i la restauració de la Seu de Mallorca.

## Obres
- L'Església de Santa Eugènia (1583-1913) (1999)